# Nemesis atlantica
A Nemesis atlantica az állkapcsilábas rákok (Maxillopoda) osztályának a Siphonostomatoida rendjébe, ezen belül az Eudactylinidae családjába tartozó faj.

## Tudnivalók
A Nemesis atlantica nevű evezőlábú rák a nagy pörölycápa (Sphyrna mokarran) számos élősködőjének egyike. Ez a tengeri élőlény a porcos hal bőrébe fúródva viteti magát.